# Chyňava
Chyňava är en ort i Tjeckien.   Den ligger i regionen Mellersta Böhmen, i den centrala delen av landet, 26 km väster om huvudstaden Prag. Chyňava ligger 397 meter över havet och antalet invånare är 1 550.
Terrängen runt Chyňava är platt åt nordost, men åt sydväst är den kuperad. Terrängen runt Chyňava sluttar söderut. Runt Chyňava är det ganska tätbefolkat, med 83 invånare per kvadratkilometer. Närmaste större samhälle är Kladno, 13,5 km norr om Chyňava. I omgivningarna runt Chyňava växer i huvudsak blandskog.